# Рудьково (заказник)
Рудьково — гідрологічний заказник місцевого значення. Об'єкт розташований на території Звенигородського району Черкаської області, село Козацьке.
Площа — 3,5 га, статус отриманий у 2006 році.

## Галерея

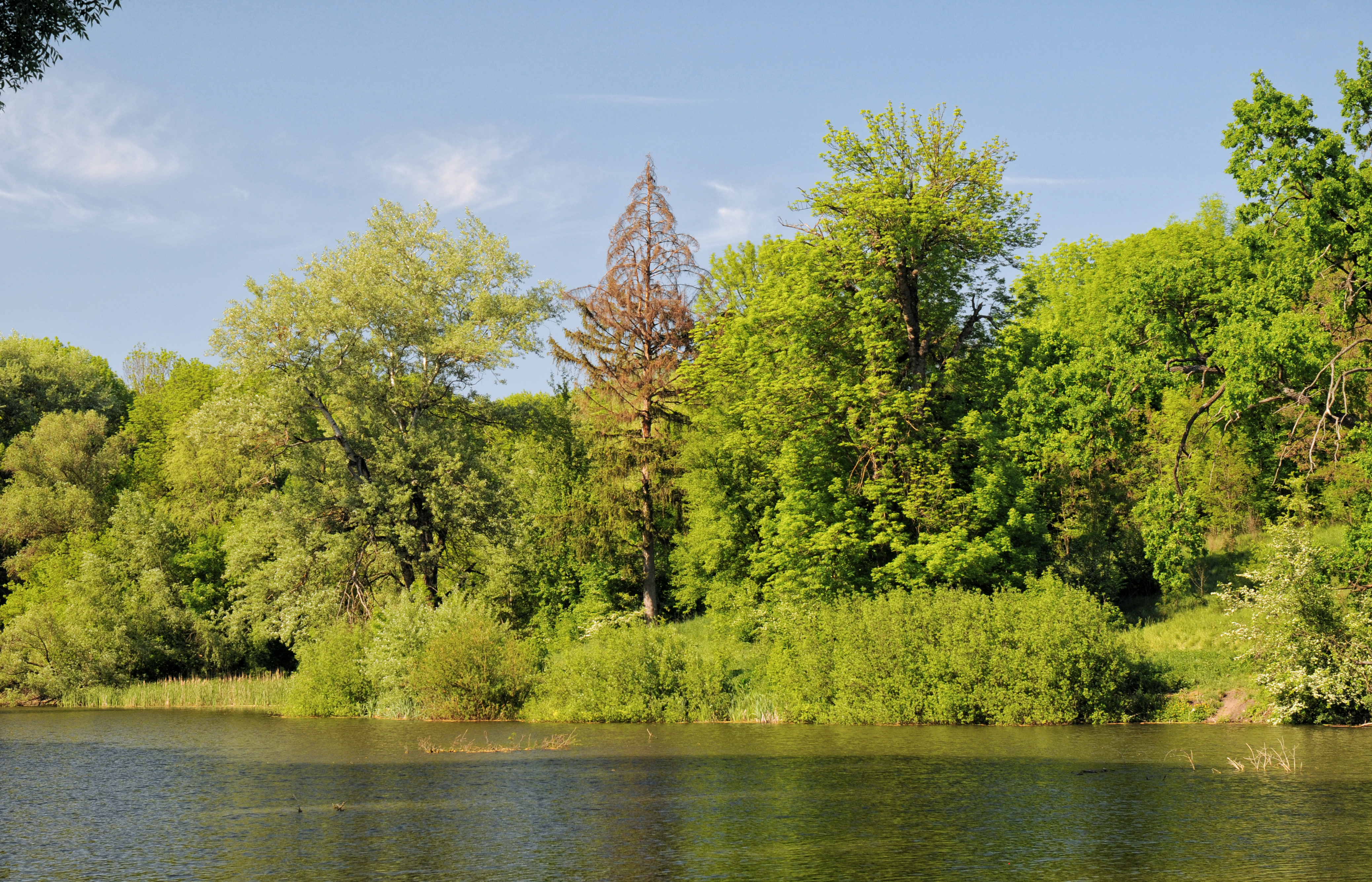
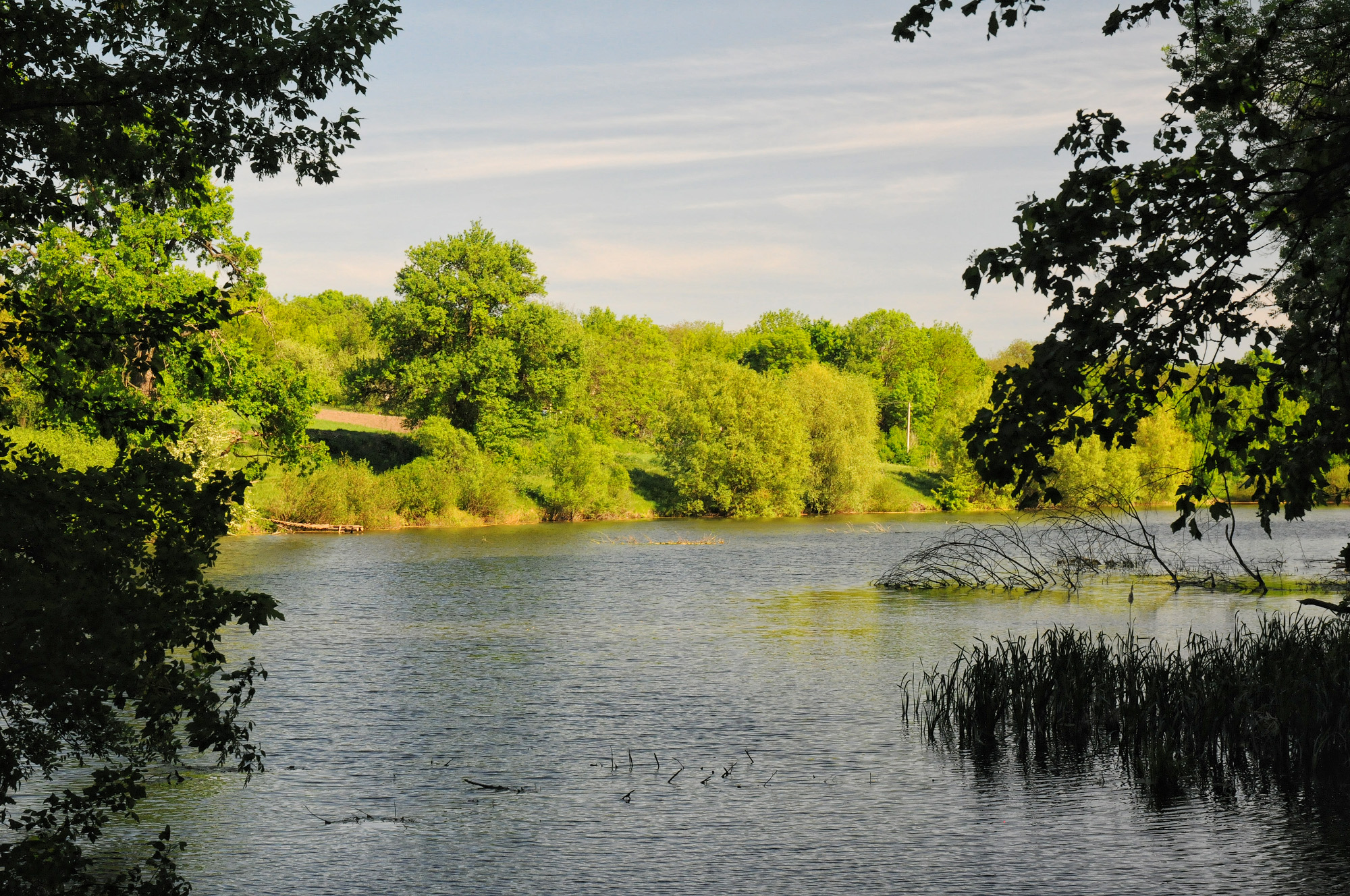